# Economia budista
A economia budista é uma abordagem espiritual e filosófica para o estudo da economia. Examina a psicologia da mente humana e as emoções que orientam a atividade económica, em particular conceitos como ansiedade, aspirações e princípios de autorrealização. Na opinião dos seus proponentes, a economia budista visa esclarecer a confusão sobre o que é prejudicial e o que é benéfico na gama de atividades humanas que envolvem a produção e o consumo de bens e serviços, tentando, em última análise, tornar os seres humanos eticamente maduros. O propósito declarado da ideologia é “encontrar um meio-termo entre uma sociedade puramente mundana e uma sociedade convencional e imóvel”.  
A característica mais fundamental da economia budista é ver “as pessoas interdependentes umas com as outras e com a Natureza”.  O economista do Sri Lanka Neville Karunatilake escreveu que: "Um sistema econômico budista tem seus fundamentos no desenvolvimento de um esforço cooperativo e harmonioso na vida em grupo. O egoísmo e as buscas aquisitivas devem ser eliminados pelo desenvolvimento do próprio homem."  Karunatilake vê Princípios econômicos budistas exemplificados no governo do rei budista Açoca. 
O rei do Butão, Jigme Singye Wangchuck, e o seu governo têm promovido o conceito de "felicidade nacional bruta" (FIB) desde 1972, com base em valores espirituais budistas, como forma de contrabalançar a avaliação do desenvolvimento de uma nação pelo produto interno bruto (PIB). Isto representa um compromisso com a construção de uma economia que sirva a cultura do Butão baseada em valores espirituais budistas, em vez de no desenvolvimento material, tal como ser avaliada apenas pelo PIB. 
O professor de economia dos EUA, Clair Brown, estabelece uma estrutura econômica budista que integra a abordagem de capacidade de Amartya Sen com prosperidade e sustentabilidade compartilhadas. No seu modelo económico budista, a avaliação do desempenho económico baseia-se na forma como a economia proporciona uma elevada qualidade de vida a todos, ao mesmo tempo que protege o ambiente. Além da produção (ou consumo) interno, a medição do desempenho económico inclui a equidade, a sustentabilidade e as atividades que criam uma vida significativa. O bem-estar de uma pessoa depende do cultivo da riqueza interior (espiritual) ainda mais do que da riqueza exterior (material).  
A economia budista sustenta que decisões verdadeiramente racionais só podem ser tomadas quando compreendemos o que cria a irracionalidade. Quando as pessoas entendem o que constitui o desejo, percebem que toda a riqueza do mundo não pode satisfazê-lo. Quando as pessoas entendem a universalidade do medo, elas se tornam mais compassivas com todos os seres. Assim, esta abordagem espiritual da economia não se baseia em teorias e modelos, mas nas forças essenciais de perspicácia, empatia e moderação.  Da perspectiva de um budista, a economia e outras correntes de conhecimento não podem ser separadas. A economia é um componente único de um esforço combinado para resolver os problemas da humanidade e a economia budista trabalha com ela para alcançar um objetivo comum de suficiência social, individual e ambiental. 

## História
A ética budista foi aplicada pela primeira vez ao funcionamento da economia de um estado durante o governo do imperador budista indiano Açoca(c. 268 a 232 aC). Esse reinado é famoso por um extenso programa filantrópico e de obras públicas, que construiu hospitais, albergues, parques e reservas naturais. O termo "economia budista" foi cunhado por E. F. Schumacher em 1955, quando viajou para a Birmânia como consultor económico do primeiro-ministro U Nu. O termo foi usado em seu ensaio intitulado "Buddhist Economics", que foi publicado pela primeira vez em 1966 em Asia: A Handbook, e republicado em sua influente coleção Small Is Beautiful (1973). O termo é usado atualmente por seguidores de Schumacher e por escritores budistas Theravada, como Prayudh Payutto, Padmasiri De Silva e Luang Por Dattajivo.  A 1ª Conferência da Plataforma de Pesquisa Econômica Budista foi realizada em Budapeste, Hungria, de 23 a 24 de agosto de 2007. A segunda conferência foi realizada na Universidade Ubon Ratchathani, Tailândia, de 9 a 11 de abril de 2009.  

## Visões gerais sobre economia
Ao contrário da economia tradicional, a economia budista considera as etapas após o consumo de um produto, investigando como as tendências afetam os três aspectos interligados da existência humana: o indivíduo, a sociedade e o meio ambiente. Por exemplo, se houvesse um aumento no consumo de cigarros, os economistas budistas tentam decifrar como esse aumento afecta os níveis de poluição no ambiente, o seu impacto nos fumadores passivos e nos fumadores activos, e os vários riscos para a saúde que acompanham o tabagismo, levando assim em consideração o lado ético da economia. O seu aspecto ético é parcialmente julgado pelos resultados que traz e, em parte, pelas qualidades que levam a ele.  O ponto de vista budista atribui ao trabalho três funções: dar ao homem a oportunidade de utilizar e desenvolver a sua aptidão; capacitá-lo a superar o seu auto-engrandecimento, envolvendo-se com outras pessoas em tarefas comuns; e promover os bens e serviços necessários para uma existência melhor. 

## Diferenças entre a economia tradicional e a budista
Existem diversas várias diferenças entre a economia tradicional e a economia budista. Enquanto a economia tradicional se concentra no interesse próprio, a visão budista desafia-a, mudando o conceito de eu para Anatta ou não-eu. Ela postula que todas as coisas percebidas pelos sentidos não são realmente “eu” ou “meu” e, portanto, os humanos devem se desligar desse sentimento. Os economistas budistas acreditam que a abordagem da ética baseada no interesse próprio e oportunista sempre falhará. De acordo com os economistas budistas, a generosidade é um modelo económico viável de reciprocidade mútua, porque os seres humanos são homines reciprocantes que tendem a retribuir os sentimentos (seja positiva ou negativamente), devolvendo mais do que aquilo que lhes é dado. 
Os economistas tradicionais enfatizam a importância da maximização dos lucros e dos ganhos individuais, enquanto o princípio subjacente da economia budista é minimizar o sofrimento (perdas) para todas as coisas vivas ou não vivas. Estudos conduzidos por economistas budistas correlacionam que os seres humanos mostram maior sensibilidade às perdas do que aos ganhos, e concluíram que as pessoas deveriam se concentrar mais na redução das primeiras. 
Há uma diferença no que diz respeito ao conceito de desejo. A economia tradicional incentiva a riqueza material e o desejo em que as pessoas tentam acumular mais riqueza para satisfazer esses desejos. Em contraste, na economia budista, é dada importância à simplificação dos desejos. De acordo com economistas budistas, além das necessidades básicas como alimentação, abrigo, roupas e medicamentos, outras necessidades materialistas deveriam ser minimizadas. Os economistas budistas dizem que o bem-estar geral diminui se as pessoas perseguem desejos sem sentido; querer menos beneficiará a pessoa, a comunidade em que vive e a natureza em geral. 
As opiniões sobre o mercado também são diferentes. Enquanto muitos economistas defendem a maximização dos mercados até um ponto de saturação, os economistas budistas visam minimizar a violência. A economia tradicional não leva em consideração os “intervenientes primordiais”, como as gerações futuras e o mundo natural, porque o seu voto não é considerado relevante em termos de poder de compra. Eles pensam que outras partes interessadas, como as pessoas pobres e marginalizadas, estão sub-representadas devido ao seu poder de compra inadequado e é dada preferência à parte interessada mais forte. Portanto, acreditam que o mercado não é um lugar imparcial, mas verdadeiramente representativo da economia. 
Assim, os economistas budistas defendem ahimsa ou não-violência. Ahimsa evita fazer qualquer coisa que cause sofrimento diretamente a si mesmo ou aos outros e incentiva a encontrar soluções de forma participativa. A agricultura apoiada pela comunidade é um exemplo de actividades económicas baseadas na comunidade. Os economistas budistas acreditam que a agricultura apoiada pela comunidade promove a confiança, ajuda a construir comunidades baseadas em valor e aproxima as pessoas da terra e da sua fonte de alimento. Alcançar esta sustentabilidade e não-violência requer a reestruturação das configurações dominantes dos negócios modernos, que eles defendem. Isto leva à diminuição da ênfase na maximização do lucro como o motivo final e à ênfase renovada na introdução de atividades económicas substantivas, de pequena escala, localmente adaptáveis. 
Os economistas tradicionais tentam maximizar o uso instrumental onde o valor de qualquer entidade é determinado pela sua contribuição marginal para a produção, enquanto os economistas budistas sentem que o valor real de uma entidade não é realizado nem dado importância. Os economistas budistas tentam reduzir o uso instrumental e formar organizações solidárias que serão recompensadas em termos de confiança entre a gestão, colegas de trabalho e empregados. Os economistas tradicionais tendem a acreditar que maior é melhor e mais é mais, enquanto os economistas budistas acreditam que pequeno é bonito e menos é mais.  A economia tradicional dá importância ao produto nacional bruto, enquanto a economia budista dá importância à felicidade nacional bruta. 

## Outras crenças
Os economistas budistas acreditam que enquanto o trabalho for considerado uma desutilidade para os trabalhadores e os trabalhadores um mal necessário para os empregadores, o verdadeiro potencial dos trabalhadores e dos empregadores não poderá ser alcançado. Numa tal situação, os empregados preferirão sempre o rendimento sem emprego e os empregadores preferirão sempre a produção sem empregados. Segundo eles, as pessoas são incapazes de se sentirem libertadas não por causa da riqueza, mas por causa do seu apego à riqueza. Da mesma forma, eles dizem que é o desejo por bugigangas prazerosas e não o prazer delas que impede os humanos. 
Os economistas budistas não acreditam em medir o padrão de vida pela quantidade de consumo porque, segundo eles, obter o máximo bem-estar como resultado do consumo mínimo é mais importante do que obter o máximo bem-estar com o consumo máximo. Assim, eles sentem que o conceito de estar “em melhor situação” devido a maiores níveis de consumo não é uma verdadeira medida de felicidade.  A economia budista também dá importância aos recursos naturais, renováveis e não renováveis. Consideram que os recursos não renováveis só devem ser utilizados quando são mais necessários e também com o máximo cuidado, planeando meticulosamente a sua utilização. Eles acreditam que usá-los de forma extravagante é violento e não está de acordo com a crença budista de não-violência. Segundo eles, se toda a população depende de recursos não renováveis para a sua existência, está a comportar-se de forma parasitária, aproveitando-se de bens de capital em vez de rendimentos. Além disso, sentem que esta distribuição desigual e a exploração cada vez maior dos recursos naturais conduzirão à violência entre os homens. 
Eles também acreditam que a satisfação não precisa necessariamente ser sentida apenas quando algo tangível é recebido em troca de algo dado ou algo material é ganho, como afirma a economia moderna. Dizem que o sentimento de satisfação pode ser alcançado mesmo quando alguém se desfaz de algo sem receber nada tangível em troca. Um exemplo é quando alguém dá presentes aos seus entes queridos simplesmente porque eles querem que eles sejam felizes. Os economistas budistas acreditam que produção é um termo muito enganador. Segundo eles, para produzir algo novo é preciso destruir a forma antiga. Portanto, produção e consumo tornam-se complementares. Levando isso em consideração, defendem a não produção em certos casos porque quando se produz coisas menos materialistas, reduz-se a exploração dos recursos do mundo e leva-se uma vida de cidadão responsável e consciente. 